# Плегесуэло, Хулио
Ху́лио Хосе́ Плегесуэ́ло Се́льва (исп. Julio José Pleguezuelo Selva, испанское произношение: [ˈxuljo xoˈse pleɣeˈθwelo ˈselβa]; род. 26 января 1997, Пальма) — испанский футболист, защитник английского клуба «Плимут Аргайл».

## Клубная карьера

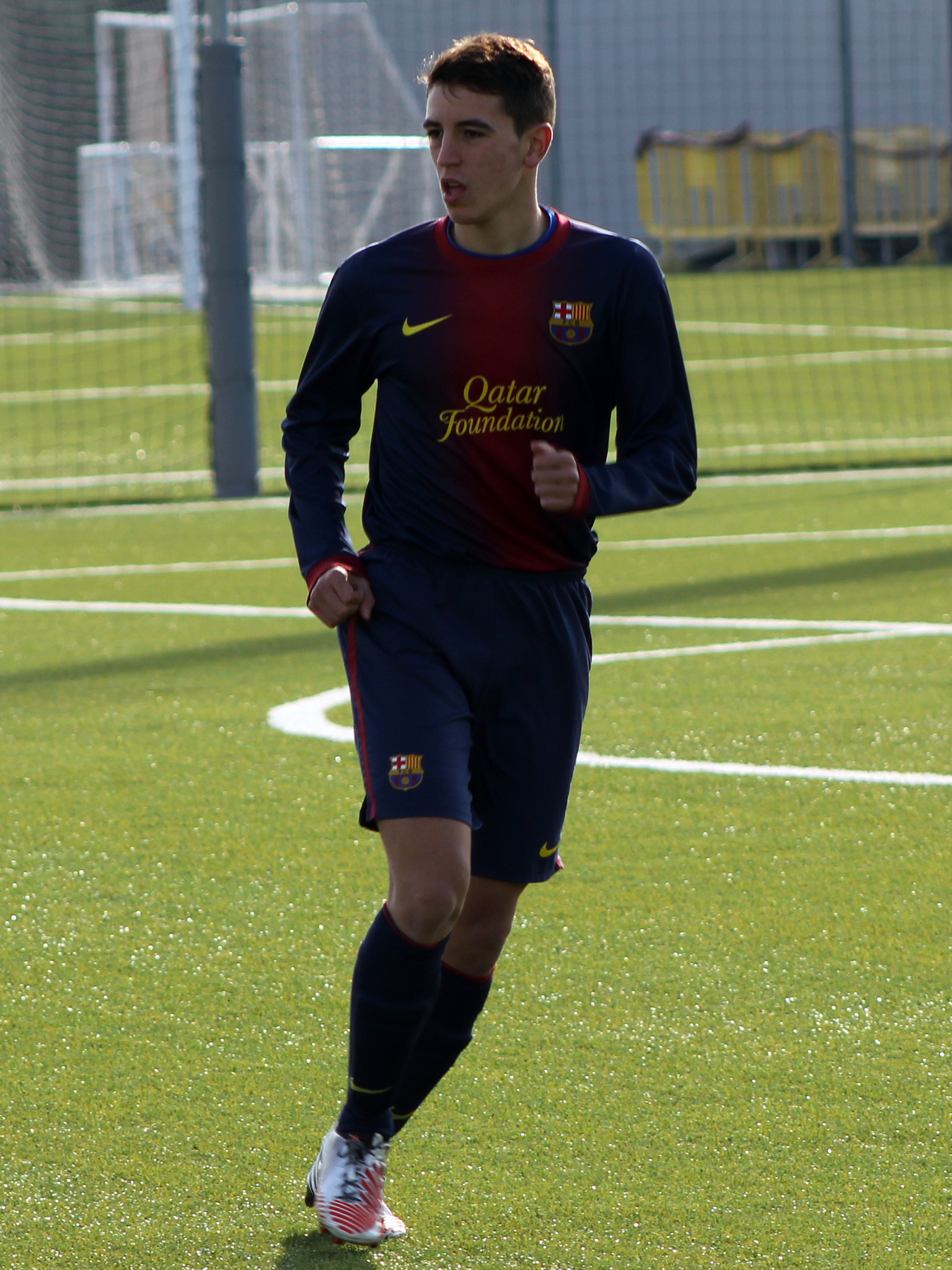
Плегесуэло в составе молодёжного состава «Барселоны»

Плегесуэло — воспитанник клубов «Атлетико Балеарес», «Эспаньол», «Атлетико Мадрид» и «Барселона». В 2013 году он подписал контракт с лондонским «Арсеналом». Летом 2016 году для получения игровой практики Хулио был арендован «Мальоркой». 9 октября в матче против «Уэски» он дебютировал в Сегунде.
В начале 2018 года Плегесуэло был арендован «Химнастиком». 3 февраля в матче против «Кадиса» он дебютировал за новый клуб. 
Летом того же года Плегесуэло вернулся в «Арсенал». 31 октября в матче Кубка лиги против «Блэкпула» он дебютировал за основной состав. Летом 2019 года Плегесуэло перешёл в нидерландский «Твенте». 3 августа в матче против ПСВ он дебютировал в Эредивизи.
21 июня 2023 года подписал двухлетний контракт с английским «Плимут Аргайл», став первым испанским футболистом в истории клуба.

## Личная жизнь
У Хулио есть младший брат Хави, который также является футболистом.